# Sycamore (Illinois)
Sycamore, fundada en 1835, es una ciudad y sede de condado del condado de DeKalb en el estado estadounidense de Illinois. En el año 2005 tenía una población de 14,866 habitantes y una densidad poblacional de 1,061.8 personas por km².

## Geografía
Sycamore se encuentra ubicada en las coordenadas 41°59′2″N 88°41′39″O / 41.98389, -88.69417. Según la Oficina del Censo, la ciudad tiene un área total de 14 km² (5,4 mi²), de la cual 14 km² (5,4 mi²) es tierra y 0 km² (0 mi²) (0%) es agua.

## Demografía
Según la Oficina del Censo en 2000 los ingresos medios por hogar en la localidad eran de $51,921, y los ingresos medios por familia eran $62,083. Los hombres tenían unos ingresos medios de $42,676 frente a los $27,520 para las mujeres. La renta per cápita para la localidad era de $23,112. Alrededor del 3.7% de la población estaban por debajo del umbral de pobreza.